# Сяо Ган
Сяо Ган (кит. упр. 肖钢, пиньинь Xiāo Gāng; род. в августе 1958 года) — бывший секретарь парткома и председатель Китайского комитета по контролю над ценными бумагами, а также председатель совета директоров китайского и гонконгского Bank of China. С 1998 по 2003 год был заместителем управляющего Народного банка Китая, центрального банка Китайской Народной Республики. Член ЦК КПК 18 созыва (кандидат 17 созыва).

## Биография
В 1981 году окончил Хунаньский финансово-экономический техникум (ныне Хунаньский университет), в 1996 году Китайском народном университете, где получил степень магистра в области Международного экономического права.
Сяо Ган назначен председателем правления Bank of China с августа 2004 года. До этого он служил в качестве руководителя банка в компании. Он также является председателем совета директоров в BOC Hong Kong. Сяо также работал в качестве помощника руководителя и заместителя руководителя Народного банка Китая.
Сяо был назначен председателем китайской Комиссии по регулированию ценных бумаг в марте 2013 года. Оставил эту должность досрочно в феврале 2016 года (он сам предлагал уйти в отставку месяцем ранее, а срок его полномочий истекал в конце 2018 года), решение было принято ЦК КПК и Госсоветом КНР.